# Growing Pains
Growing Pains é o oitavo álbum de estúdio da cantora estadunidense de R&B, hip hop e soul Mary J. Blige. Lançado em 18 de dezembro de 2007 pela Geffen Records, atingiu o primeiro lugar da Billboard 200.
O primeiro single do CD estreou em setembro nas principais rádios americanas e se chama "Just Fine". A faixa foi produzida por Jazze Pha e Tricky Stewart, os mesmos produtores de "Umbrella" da Rihanna. A música é animada e a letra fala de vibrações positivas: "Não há tempo para vibrações negativas, porque eu estou ganhando…minha vida é simplesmente ótima", diz a letra.

## Alinhamento de faixas
| Growing Pains — Edição padrão |                                              |                                                                |                                   |         |  |
| N.º                           | Título                                       | Compositor(es)                                                 | Produtor(es)                      | Duração |  |
| 1.                            | "Work That"                                  | M. J. Blige Theron Feemster Sean Garrett                       | T. Feemster Garrett [A]           | 3:30    |  |
| 2.                            | "Grown Woman" (com participação de Ludacris) | M. J. Blige Dejion Madison Christopher Bridges Terius Nash     | Dejion                            | 4:05    |  |
| 3.                            | "Just Fine"                                  | M. J. Blige T. Nash Christopher Stewart Phalon Alexander       | C. Stewart J. Pha Kuk Harrell [B] | 4:02    |  |
| 4.                            | "Feel Like a Woman"                          | M. J. Blige T. Feemster T. Nash                                | T. Feemster                       | 4:02    |  |
| 5.                            | "Stay Down"                                  | M. J. Blige Johnta Austin Bryan-Michael Cox                    | B. Cox                            | 4:22    |  |
| 6.                            | "Hurt Again"                                 | M. J. Blige Andre Harris Vidal Davis Brian Sledge              | Dre & Vidal                       | 4:07    |  |
| 7.                            | "Shake Down" (com participação de Usher)     | M. J. Blige T. Nash C. Stewart P. Alexander                    | C. Stewart J. Pha K. Harrell [B]  | 3:36    |  |
| 8.                            | "Till the Morning"                           | Pharrell Williams                                              | The Neptunes                      | 4:17    |  |
| 9.                            | "Roses"                                      | M. J. Blige T. Nash C. Stewart                                 | C. Stewart K. Harrell [B]         | 4:35    |  |
| 10.                           | "Fade Away"                                  | M. J. Blige Shaffer Smith Mikkel S. Eriksen Tor Erik Hermansen | Stargate Ne-Yo [A]                | 4:15    |  |
| 11.                           | "What Love Is"                               | M. J. Blige S. Smith M. S. Eriksen T. E. Hermansen             | Stargate Ne-Yo [A]                | 4:03    |  |
| 12.                           | "Work in Progress (Growing Pains)"           | Smith Charles Harmony                                          | Chuck Harmony Ne-Yo [A]           | 4:00    |  |
| 13.                           | "Talk to Me"                                 | M. J. Blige J. Austin Eric Hudson Robert Wright Verdine White  | E. Hudson                         | 4:09    |  |
| 14.                           | "If You Love Me?"                            | M. J. Blige J. Austin B. Cox                                   | B. Cox                            | 3:39    |  |
| 15.                           | "Smoke"                                      | S. Smith Reggie Perry                                          | Syience Ne-Yo [A]                 | 3:10    |  |
| 16.                           | "Come to Me (Peace)"                         | M. J. Blige T. Nash K. Harrell C. Stewart                      | C. Stewart K. Harrell [B]         | 5:01    |  |

| Growing Pains — Faixas bónus do iTunes |                                                    |                                                       |                                  |         |  |
| N.º                                    | Título                                             | Compositor(es)                                        | Produtor(es)                     | Duração |  |
| 17.                                    | "Nowhere Fast" (com participação de Brook Lynn)    | M. J. Blige T. Nash C. Stewart P. Alexander           | C. Stewart J. Pha K. Harrell [B] | 3:46    |  |
| 18.                                    | "Hello It's Me"                                    | Todd Rundgren                                         | Mark Ronson                      | 4:07    |  |
| 19.                                    | "Mirror" (com participação de Eve)                 | M. J. Blige T. Nash C. Stewart K. Harrell Eve Jeffers | C. Stewart K. Harrell [B]        | 3:54    |  |
| 20.                                    | "Just Fine" (Remix) (com participação de Lil Mama) | M. J. Blige T. Nash C. Stewart P. Alexander           | C. Stewart J. Pha K. Harrell [B] |         |  |

| Growing Pains — Faixas bónus do Japão |                 |                        |                           |         |  |
| N.º                                   | Título          | Compositor(es)         | Produtor(es)              | Duração |  |
| 20.                                   | "Sleep Walkin'" | M. J. Blige C. Stewart | C. Stewart K. Harrell [B] | 4:24    |  |

| Growing Pains — Faixas bónus do iTunes do Reino Unido |                                     |                                             |              |         |  |
| N.º                                                   | Título                              | Compositor(es)                              | Produtor(es) | Duração |  |
| 20.                                                   | "Just Fine" (Moto Blanco Vox Remix) | M. J. Blige T. Nash C. Stewart P. Alexander | Moto Blanco  | 3:46    |  |

Notas
- ↑[A]  denota co-produtor
- ↑[B]  denota produtor vocal
- "Talk to Me" contém uma amostra de "Key to My Heart", composta por Robert Wright e Verdine White, e interpretada por The Emotions.

## Desempenho

### Posições
| Tabelas musicais (2007/2008)         | Melhor posição |
| ------------------------------------ | -------------- |
| Canadá - Canadian Albums Chart       | 41             |
| Países Baixos - Dutch Albums Chart   | 31             |
| França - French Albums Chart         | 73             |
| Alemanha - German Albums Chart       | 48             |
| Grécia - Greek Albums Chart'         | 42             |
| Irlanda - Irish Albums Chart         | 47             |
| Itália - Italian Albums Chart        | 44             |
| Japão - Japanese Oricon Albums Chart | 22             |
| Roménia - Romanian Albums Chart      | 8              |
| Suécia - Swedish Albums Chart        | 6              |
| Suíça - Swiss Albums Chart           | 6              |
| Estados Unidos - Billboard 200       | 1              |
| Estados Unidos - Billboard R&B       | 1              |
| Reino Unido - UK Albums Chart        | 6              |